# Diego Lopes
Diego Hipólito da Silva Lopes (* 3. Mai 1994 in São Paulo), auch einfach nur Diego Lopes genannt, ist ein brasilianischer Fußballspieler.

## Karriere
Diego Lopes begann mit dem Vereinsfußball in der Nachwuchsabteilung von Palmeiras São Paulo und wurde 2008 von der Nachwuchsabteilung von Benfica Lissabon angeworben. Nachdem er hier bis zum Jahr 2012 tätig gewesen war, wurde er mit einem Profivertrag ausgestattet und an den Ligarivalen Rio Ave FC ausgeliehen. Nach einer Spielzeit wechselte er samt Ablösesumme zu diesem Verein.
Zur Saison 2015/16 wurde Lopes erneut von Benfica Lissabon verpflichtet. Von Benfica wurde er noch vor Saisonbeginn zusammen mit seinem Teamkollegen Vanderley Dias Marinho an den türkischen Erstligisten Kayserispor ausgeliehen.
Es folgten drei  weitere Ausleihen, 2016 nach Brasilien zu América Mineiro sowie 2017 zum griechischen Verein Panetolikos.
Nach Vertragsende bei Benfica wechselte er 2018 zum Ligakonkurrenten Rio Ave FC nach Vila do Conde. Für Rio Ave absolvierte er 72 Spiele in der ersten Liga.
2021 zog es ihn nach Singapur. Hier unterschrieb er einen Vertrag bei den Lion City Sailors. Der Verein spielte in der ersten Liga des Landes, der Singapore Premier League. Am Ende der Saison feierte er mit den Sailors die singapurische Meisterschaft. Im Februar 2022 gewann der mit den Sailors den Singapore Community Shield. Das Spiel gegen Albirex Niigata (Singapur) gewann man mit 2:1. Am Ende der Saison 2023 feierte er mit den Sailors die Vizemeisterschaft. Am 9. Dezember 2023 stand er mit den Sailors im Finale des Singapore Cup. Hier besiegte man Hougang United mit 3:1.

## Erfolge
Lion City Sailors
- Singapurischer Meister: 2021
- Singapurischer Vizemeister: 2023
- Singapore Community Shield: 2022
- Singapore Cup-Sieger: 2023